# Darling in the Franxx
Коханий у Франксі (яп. ダーリン・イン・ザ・フランキス, англ. Darling in the FranXX; також Лю́бий у Франксі) — японський меха аніме-серіал, створений студією Trigger у співробітництві з A-1 Pictures, прем'єра якого відбулася 13 січня 2018 року. Про створення серіалу було оголошено на Anime Expo у липні 2017 року. Манґа-адаптація Кентаро Ябукі почала видаватися 14 січня 2018 року. Має схожі сюжетні особливості зі створеним у 1995 році аніме-серіалом Neon Genesis Evangelion.
Анімація почала міжнародне розповсюдження одночасно з виходом у внутрішній прокат. Потоковий сервіс Crunchyroll транслює серіал на міжнародному рівні, а Aniplus Asia — у Південно-Східній Азії. Сервісний партнер Funimation почав дубльований випуск серії в лютому 2018 року.

## Сюжет
Дія серіалу розгортається в недалекому майбутньому. На початку XXI століття певна організація АРЕ представила революційну технологію використання магматичної енергії Землі. Це дало АРЕ величезний вплив на міжнародну економіку та політику, прискорило розвиток людської цивілізації. Однак внаслідок інтенсивного видобутку магми почалося стрімке опустелювання планети, що призвело людство до винаходу «плантацій» — закритих мобільних платформ, які мають власні екосистеми.
Дорослі та діти існують у протилежних один від одного середовищах. Дорослі живуть у технологічно розвинених містах на Плантаціях і є безсмертними, але продовження роду та стосунки вважаються застарілими та небажаними. Штучно створені діти, яких називають «паразитами», позбавлені індивідуальності та навчаються лише для пілотування Franxx парами, щоб захищати людство. Дітей тримають ізольовано від дорослого суспільства в середовищах, які називають «пташиними клітками», які імітують минулу епоху, щоб вони могли розвинути емоційні реакції, необхідні для пілотування Franxx.
У 2037 році поблизу бурових платформ магми були зафіксовані таємничі гігантські біомеханічні форми життя — клаксозаври (яп. Керю, букв. «дракони, що кричать»), що почали атакувати людей. Для захисту від них на основі вбитих клаксозаврів були створені роботи, названі Франксами, на честь свого творця вченого Вернера Франкса.
Головний герой серіалу — пілот під кодом 016, який вигадав собі ім'я Хіро, раніше вважався вундеркіндом, проте провалив кваліфікаційні тести на ранг «паразита» через нездатність до пілотування і впав у депресію. Під час урочистої церемонії присвоєння статусу пілота його друзям на колонію, в якій вони проживають, відбувається напад клаксозавра, а сам Хіро погоджується сісти у Франкс до репутації вбивці власних «тичинок» дівчині-пілоту елітного загону АРЕ під кодом 002.
У ході розвитку серіалу Хіро виявляється єдиним з усіх інших партнерів 002, що зуміли пережити понад три вильоти з нею в одній машині, і між ними зав'язуються романтичні стосунки.

## Медіа

### Манґа
| № | Дата виходу    | ISBN                   |
| - | -------------- | ---------------------- |
| 1 | 2 лютого 2018  | ISBN 978-4-08-881454-4 |
| 2 | 2 травня 2018  | ISBN 978-4-08-881493-3 |
| 3 | 4 жовтня 2018  | ISBN 978-4-08-881620-3 |
| 4 | 4 лютого 2019  | ISBN 978-4-08-881752-1 |
| 5 | 2 травня 2019  | ISBN 978-4-08-881854-2 |
| 6 | 4 вересня 2019 | ISBN 978-4-08-882048-4 |
| 7 | 4 січня 2020   | ISBN 978-4-08-882196-2 |
| 8 | 3 квітня 2020  | ISBN 978-4-08-882277-8 |

Чотирьохпанельна спіноф-манґа за авторства Мато була випущена виходила у онлайн журналі Shōnen Jump+, і пізніше була випущена в одному танкобоні 4 жовтня 2018.
| № | Дата виходу   | ISBN                   |
| - | ------------- | ---------------------- |
| 1 | 4 жовтня 2018 | ISBN 978-4-08-881621-0 |